# براندون ونايت
براندون ونايت (بالإنجليزية: Brandon Knight)‏ هو لاعب كرة قاعدة أمريكي، ولد في 1 أكتوبر 1975 في أوكسنارد في الولايات المتحدة.

## وصلات خارجية
- براندون ونايت على موقع دوري كرة القاعدة الرئيسي (الإنجليزية)
- براندون ونايت على موقع الدوري الياباني لكرة القاعدة (الإنجليزية)
- براندون ونايت على موقع دوري كوريا الجنوبية لكرة القاعدة (الإنجليزية)
- براندون ونايت على موقعبيزبول رفرنس.كوم (الدوري الرئيسي) (الإنجليزية)
- براندون ونايت على موقعبيزبول رفرنس.كوم (الدوري الثانوي) (الإنجليزية)
- براندون ونايت على موقع إي إس بي إن.كوم (أم.أل.بي) (الإنجليزية)
- براندون ونايت على موقع مشجعي الرسوم البيانية (الإنجليزية)
- براندون ونايت على موقع أوليمبيديا (الإنجليزية)